# Türkische Botschaft Zagreb

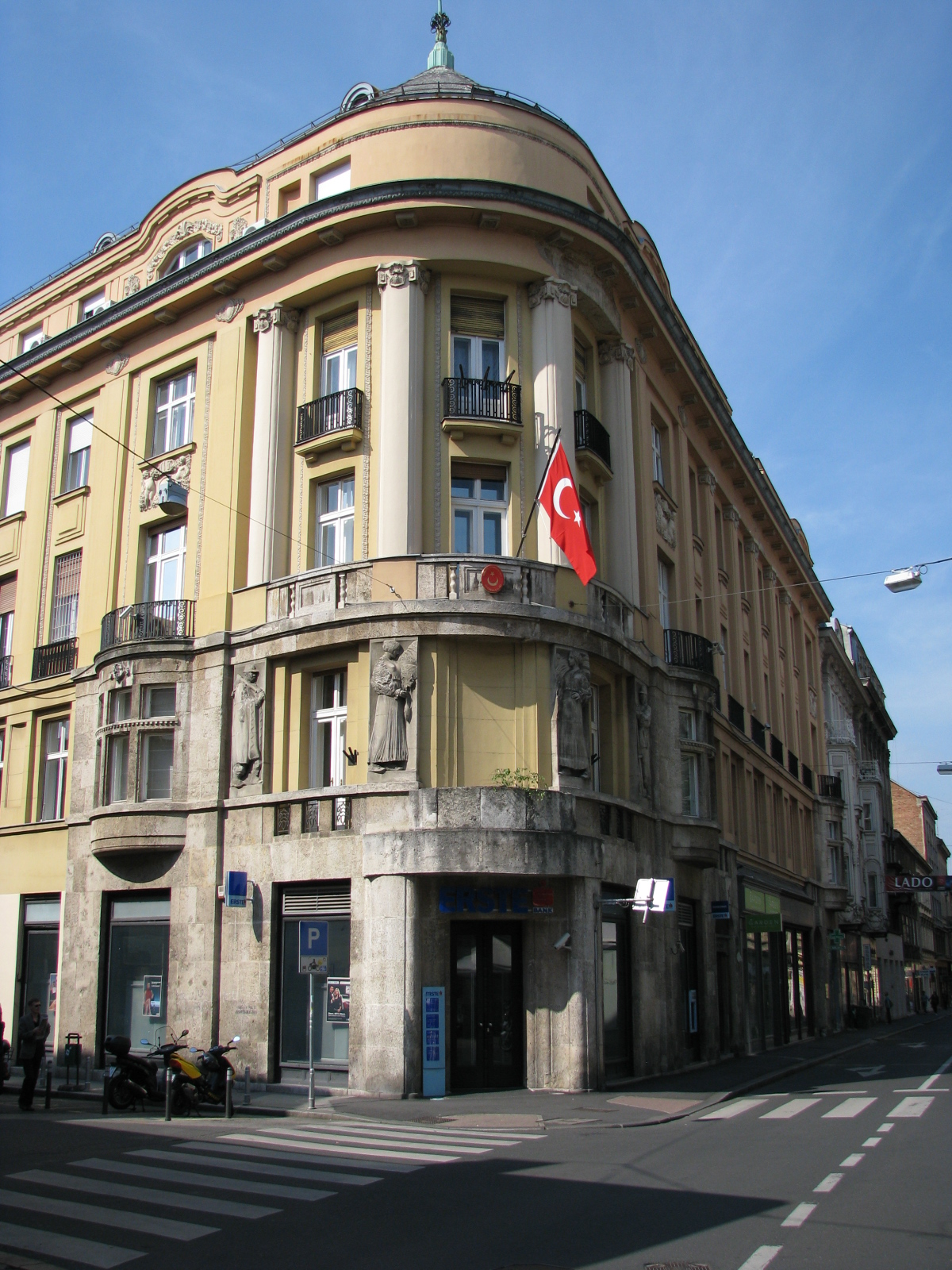
Türkische Botschaft Zagreb

Die Türkische Botschaft Zagreb (offiziell: Botschaft der Republik Türkei Zagreb; Türkiye Cumhuriyeti Zagreb Büyükelçiliği oder T.C. Zagreb Büyükelçiliği) ist die höchste diplomatische Vertretung der Republik Türkei in Kroatien. Seit 2010 residiert Burak Özügergin als Botschafter der Republik Türkei in dem Botschaftsgebäude.
1969 wurde in der Sozialistischen Republik Kroatien ein Generalkonsulat eröffnet. Nach der Unabhängigkeit Kroatiens 1991 beschloss der Ministerrat am 4. September 1992 das Generalkonsulat in eine Botschaft aufzuwerten. So wurde die Botschaft Zagreb am 1. April 1993 eröffnet.

## Liste der türkischen Botschafter in Kroatien
1. Emin Şerif Küçükku 1. Januar 1969 – 1. Januar 1973
2. Sakıp Çoruk 1. Januar 1973 – 1. Januar 1975
3. Zübeyir Aker 1. Januar 1975 – 1. Januar 1977
4. Baba Ordemir 1. Januar 1977 – 1. Januar 1978
5. Cengiz Sebükcebe 1. Januar 1978 – 1. Januar 1982
6. Feridun Rua 1. Januar 1982 – 1. Januar 1986
7. Aziz Yakın 1. Januar 1986 – 1. Januar 1990
8. Ali Mesut Orsa 1. Januar 1990 – 1. Januar 1993
9. Yüksel Söylemez 1. Januar 1993 – 1. Januar 1995
10. Daryal Batıbay 1. Januar 1995 – 1. Januar 1998
11. Selahattin Alpar 1. Januar 1998 – 1. Januar 2001
12. Ufuk Tevfik Okyayüz 1. Januar 2001 – 1. Januar 2004
13. Fatma Dicle Kopuz 1. Januar 2004 – 1. Januar 2008
14. Umur Apaydın 1. Januar 2008 – 1. Januar 2010
15. Burak Özügergin 1. Januar 2010 –